# Dropzone
 (mars 2022).
La mise en forme du texte ne suit pas les recommandations de Wikipédia : il faut le « wikifier ».
Les points d'amélioration suivants sont les cas les plus fréquents. Le détail des points à revoir est peut-être précisé sur la page de discussion.
- Les titres sont pré-formatés par le logiciel. Ils ne sont ni en capitales, ni en gras.
- Le texte ne doit pas être écrit en capitales (les noms de famille non plus), ni en gras, ni en italique, ni en « petit »…
- Le gras n'est utilisé que pour surligner le titre de l'article dans l'introduction, une seule fois.
- L'italique est rarement utilisé : mots en langue étrangère, titres d'œuvres, noms de bateaux, etc.
- Les citations ne sont pas en italique mais en corps de texte normal. Elles sont entourées par des guillemets français : « et ».
- Les listes à puces sont à éviter, des paragraphes rédigés étant largement préférés. Les tableaux sont à réserver à la présentation de données structurées (résultats, etc.).
- Les appels de note de bas de page (petits chiffres en exposant, introduits par l'outil «  Source ») sont à placer entre la fin de phrase et le point final[comme ça].
- Les liens internes (vers d'autres articles de Wikipédia) sont à choisir avec parcimonie. Créez des liens vers des articles approfondissant le sujet. Les termes génériques sans rapport avec le sujet sont à éviter, ainsi que les répétitions de liens vers un même terme.
- Les liens externes sont à placer uniquement dans une section « Liens externes », à la fin de l'article. Ces liens sont à choisir avec parcimonie suivant les règles définies. Si un lien sert de source à l'article, son insertion dans le texte est à faire par les notes de bas de page.
- La présentation des références doit suivre les conventions bibliographiques. Il est recommandé d'utiliser les modèles {{Ouvrage}}, {{Chapitre}}, {{Article}}, {{Lien web}} et/ou {{Bibliographie}}. Le mode d'édition visuel peut mettre en forme automatiquement les références.
- Insérer une infobox (cadre d'informations à droite) n'est pas obligatoire pour parachever la mise en page.

Pour une aide détaillée, merci de consulter Aide:Wikification.
Si vous pensez que ces points ont été résolus, vous pouvez retirer ce bandeau et améliorer la mise en forme d'un autre article.
 (mars 2022).
Dropzone est un jeu vidéo de shoot 'em up développé par Archer MacLean (sous le nom d'Arena Graphics) pour la famille des Atari 8-bits et édité en 1984 par U.S. Gold. Il a été porté sur le Commodore 64, puis publié plus tard[Quand ?] sur la Nintendo Entertainment System, le Game Boy, le Game Gear et le Game Boy Color.
Premier jeu commercial de Maclean, Dropzone est similaire dans le gameplay et le style au jeu d'arcade Defender et emprunte de nombreux éléments, les extraterrestres, l'écran d'accueil et même la police d'écriture,.

## Scénario
À la surface de Io, une lune de Jupiter, une base de recherche scientifique humaine est attaquée par des extraterrestres. Le joueur enfile un jetpack armé d'un laser, d'un dispositif de camouflage et de trois bombes à tête chercheuse, pour secourir les scientifiques et les ramener à la base.

## Système de jeu
Le jeu est dans le style de Defender de Williams Electronics, avec quelques influences des jeux Scramble et Robotron: 2084.  Le joueur contrôle un héros essayant de sauver des scientifiques sur un terrain de jeu à défilement horizontal. Il doit esquiver ou attirer divers extraterrestres — certains lents, d'autres plus rapides — et ramener les scientifiques dans la zone de largage, en anglais "dropzone", d'où le nom du jeu. Les extraterrestres capturent les scientifiques qui marchent sur le sol. Le joueur doit donc tirer sur les extraterrestres ennemis et attraper les scientifiques qui tombent. Parfois, les extraterrestres transportent des robots mortels à la place, que le joueur doit éviter.
Les rangs attribués aux joueurs à la fin d'une partie sont :
1. Non listé - pratique recommandée
2. Esquiveur dextre
3. Trekie
4. Cadet de la Lune
5. Homme des planètes
6. As
7. Maréchal de la planète
8. Seigneur de la planète
9. Guerrier des étoiles
10. Prodige solaire
11. Mégastar - mission terminée

Il y a 99 niveaux, chacun de plus en plus difficile. Après le niveau 99, les niveaux se répètent à partir du niveau 95.

## Développement
Maclean a acheté un Atari 800 dès son lancement officiel au Royaume-Uni en 1981 et a commencé à écrire ce qui allait évoluer vers le jeu Dropzone. Maclean a lui-même converti le jeu en Commodore 64 : 
« Le Dropzone sur Commodore 64 fait environ 46 000 kilo-octets et se compose de 15 000 lignes de code peu commentées avec environ 350 sous-programmes et environ 3 000 étiquettes. Ceux qui peuvent atteindre le statut de Megastar sur la version Commodore doivent avoir eu suffisamment de pratique pour tenter une mission Dropzone sur l'Atari. L'Atari, étant la Porsche des ordinateurs personnels, est capable d'exécuter Dropzone 2,5 fois plus vite que le Commodore 64 et peut gérer n'importe quelle quantité d'éléments à l'écran, même lorsque vous lâchez une Strata Bomb. Il est visuellement, acoustiquement, etc., identique et environ 12K plus court. Cependant, le Commodore 64 est toujours une BMW316 respectable. »
Le nom Dropzone n'a été choisi que peu de temps avant que le jeu ne soit sorti.
Maclean a conclu un accord d'édition avec U.S. Gold pour la distribution européenne du jeu. Après 18 mois, cependant, ils ont cessé de lui payer des redevances en affirmant que le jeu ne se vendait plus. De plus, Maclean l'a vu en vente dans des régions hors d'Europe et même aux États-Unis. Quatre ans de querelles juridiques avec l'éditeur ont suivi, jusqu'à ce qu'ils finissent par régler à l'amiable pour violation du droit d'auteur. Avec le produit du règlement, Maclean a acheté sa première Ferrari.

## Accueil
La version Atari 8 bits a reçu de très bonnes critiques. Un critique de Computer and Video Games dans une revue de mai 1985 a déclaré que Dropzone était l'un des meilleurs jeux Atari et que les propriétaires de machines Atari ne pouvaient pas se permettre de manquer ce jeu. Le critique de Personal Computer World (en) était d'accord avec cette notion : « Bien que Dropzone soit pratiquement une réécriture de Defender, la qualité de ses graphismes et de ses son le rend bien supérieur ».
La version Commodore 64 du jeu a reçu une médaille d'or dans le numéro 3 du magazine Zzap!64, avec une note globale de 95 %. 

## Suites
La suite, Super Dropzone, a ajouté de nouvelles armes et des boss de fin de niveau. Il est disponible pour la Super Nintendo Entertainment System (intitulé Super Dropzone sur tous les emballages, mais uniquement Dropzone sur l'écran titre), Game Boy Advance et PlayStation. Seule la version Game Boy Advance a vu une sortie nord-américaine; les autres étaient des exclusivités européennes.
Un portage entièrement jouable de la version C64 peut être trouvé dans la version PC de Jimmy White's 2: Cueball (en), également par Archer Maclean.